# 佩拉莱斯德拉尔凡夫拉
佩拉莱斯德拉尔凡夫拉，是西班牙阿拉贡自治区特鲁埃尔省的一个市镇。总面积104平方公里，总人口221人（2018年），人口密度3人/平方公里。